# Oberamt Münsingen

Karte der württembergischen Oberämter, Stand 1926

Das Oberamt Münsingen war ein württembergischer Verwaltungsbezirk (auf beigefügter Karte #34), der 1934 in Kreis Münsingen umbenannt und 1938 zum Landkreis Münsingen vergrößert wurde. Allgemeine Bemerkungen zu württembergischen Oberämtern siehe Oberamt (Württemberg).

## Geschichte

Oberamt Münsingen, Gebietsstand 1813, mit den früheren Herrschafts- und Ämtergrenzen

Im 13. Jahrhundert kam Münsingen in den Besitz der Grafen von Württemberg, die den Ort in der Folge zur Stadt erhoben und auch einige umliegende Dörfer erwarben, jedoch beim Versuch scheiterten, ihr Territorium auf der mittleren Alb weiter nach Süden auszudehnen. Münsingen blieb ein Landstädtchen an der Peripherie des Herzogtums, gehörte zunächst zum Amt Urach und wurde 1654 zum Verwaltungssitz eines eigenen, vergleichsweise kleinen Amtsbezirks bestimmt.
Im Vorgriff auf den Reichsdeputationshauptschluss nahm Württemberg 1802 das Kloster Zwiefalten in Besitz und richtete dort ein Oberamt ein, dem man 1806 auch die infolge der Rheinbundakte hinzugekommenen vormals fürstenbergischen bzw. ritterschaftlichen Orte der Umgebung zuteilte. 1810 wurde das Oberamt Zwiefalten aufgelöst und größtenteils ins Oberamt Münsingen eingegliedert, das bereits 1808–1809 Zuwachs in Form der Unterämter Laichingen, Steingebronn (beide zuvor beim Oberamt Urach) und Justingen (ehemals Rentkammer, dann vorübergehend beim Oberamt Ehingen) erhalten hatte.
Nachbarn des von 1818 bis 1924 dem Donaukreis zugeordneten Bezirks waren nach der Neuordnung die württembergischen Oberämter Riedlingen, Ehingen, Urach, Blaubeuren, Reutlingen und Geislingen sowie das Fürstentum Hohenzollern-Sigmaringen (ab 1850 preußischer Regierungsbezirk Sigmaringen).

### Ehemalige Herrschaften
1813, nach Abschluss der Gebietsreform, setzte sich der Bezirk aus Bestandteilen zusammen, die im Jahr 1800 zu folgenden Herrschaften gehört hatten:
- Herzogtum Württemberg
  - Oberamt Münsingen: Münsingen, Apfelstetten, Auingen, Böttingen, Dapfen, Ennabeuren (1/2), Hundersingen, Magolsheim, Mehrstetten, Ödenwaldstetten sowie die Domänen Grafeneck und Marbach;
  - Oberamt Urach: Laichingen, Feldstetten, Sontheim, Steingebronn, Bernloch, Dottingen, Gomadingen, Kohlstetten, Meidelstetten;
  - Rentkammer, Stabsamt Justingen: Justingen, Gundershofen, Hütten, Ingstetten;
  - Klosterhofmeisterei Offenhausen: Offenhausen.
- Fürstenberg, Herrschaft Gundelfingen: Hayingen, Bichishausen, Münzdorf mit Derneck und Anteil an Weiler, Ennabeuren (1/2).
- Reichsabtei Zwiefalten: Zwiefalten, Aichelau, Aichstetten, Baach mit Attenhöfen, Ehrenfels mit Wimsheim, Emeringen, Gauingen mit Hochberg, Geisingen, Goßenzugen, Huldstetten, Maßhalderbuch, Oberstetten, Oberwilzingen, Pfronstetten, Sonderbuch, Tigerfeld, Wilsingen.
- Reichsabtei Marchtal: Bremelau.
- Reichsritterschaft
Beim Ritterkanton Donau der schwäbischen Ritterschaft waren immatrikuliert:
  - Eglingen, Ehestetten (Freiherr von Speth-Untermarchtal),
  - Schülzburg mit Anhausen, Erbstetten, Indelhausen (Freiherr von Speth-Schülzburg),
  - Buttenhausen (Freiherr von Liebenstein),
  - Niedergundelfingen mit Anteil an Weiler (Freiherr Reichlin von Meldegg),
  - Unterwilzingen als Teil des Ritterguts Rechtenstein.
- Die Herrschaft Hohengundelfingen mit Dürrenstetten des Fürsten Palm-Gundelfingen stand außerhalb des Verbands der Ritterschaft.

## Gemeinden

### Einwohnerzahlen 1825
Folgende Schultheißereien bzw. Gemeinden waren dem Oberamt 1825 unterstellt:
| Nr. | frühere Gemeinde                                  | Einwohnerzahl 1825 | Einwohnerzahl 1825 | heutige Gemeinde |
| Nr. | frühere Gemeinde                                  | evangel.           | kathol.            | heutige Gemeinde |
| --- | ------------------------------------------------- | ------------------ | ------------------ | ---------------- |
| 1   | Münsingen                                         | 1372               | 5                  | Münsingen        |
| 2   | Aichelau                                          | –                  | 331                | Pfronstetten     |
| 3   | Aichstetten mit Pfronstetten                      | –                  | 271                | Pfronstetten     |
| 4   | Anhausen mit Schilzburg 1                         | –                  | 205                | Hayingen         |
| 5   | Apfelstetten                                      | 246                | –                  | Münsingen        |
| 6   | Auingen                                           | 490                | –                  | Münsingen        |
| 7   | Bach 2 mit Attenhöfen                             | –                  | 393                | Zwiefalten       |
| 8   | Bernloch                                          | 367                | –                  | Hohenstein       |
| 9   | Bichishausen                                      | –                  | 138                | Münsingen        |
| 10  | Böttingen                                         | 367                | –                  | Münsingen        |
| 11  | Bremelau                                          | –                  | 265                | Münsingen        |
| 12  | Buttenhausen                                      | 240                | 31 193 Juden       | Münsingen        |
| 13  | Dottingen mit Steingebronn                        | 457                | 8                  | Münsingen        |
| 14  | Eglingen                                          | 11                 | 253                | Hohenstein       |
| 15  | Ehestetten                                        | 5                  | 236                | Hayingen         |
| 16  | Emeringen                                         | –                  | 229                | Emeringen        |
| 17  | Enabeuren 3                                       | 335                | 227                | Heroldstatt      |
| 18  | Erbstetten mit Unterwilzingen                     | –                  | 186                | Ehingen (Donau)  |
| 19  | Feldstetten                                       | 793                | –                  | Laichingen       |
| 20  | Gauingen mit Hochberg                             | –                  | 229                | Zwiefalten       |
| 21  | Gomadingen mit Offenhausen                        | 528                | 2                  | Gomadingen       |
| 22  | Gundelfingen mit Dürrenstetten                    | –                  | 363                | Münsingen        |
| 23  | Gundershofen                                      | –                  | 253                | Schelklingen     |
| 24  | Hayingen mit Ehrenfels und Wimsheim               | –                  | 656                | Hayingen         |
| 25  | Hütten                                            | 6                  | 314                | Schelklingen     |
| 26  | Huldstetten mit Geißingen 4                       | 6                  | 255                | Pfronstetten     |
| 27  | Hundersingen                                      | 275                | –                  | Münsingen        |
| 28  | Indelhausen mit Maisenburg                        | –                  | 164                | Hayingen         |
| 29  | Ingstetten                                        | –                  | 429                | Schelklingen     |
| 30  | Justingen                                         | 11                 | 611                | Schelklingen     |
| 31  | Kohlstetten                                       | 220                | 1                  | Engstingen       |
| 32  | Laichingen                                        | 1699               | –                  | Laichingen       |
| 33  | Magolsheim                                        | 181                | 295                | Münsingen        |
| 34  | Mehrstetten                                       | 639                | –                  | Mehrstetten      |
| 35  | Meidelstetten                                     | 253                | –                  | Hohenstein       |
| 36  | Münzdorf mit Derneck und Weiler                   | –                  | 153                | Hayingen         |
| 37  | Oberstetten mit Maßhalderbuch                     | 35                 | 484                | Hohenstein       |
| 38  | Oberwilzingen                                     | –                  | 107                | Hayingen         |
| 39  | Oedenwaldstetten                                  | 219                | –                  | Hohenstein       |
| 40  | Sonderbuch                                        | –                  | 187                | Zwiefalten       |
| 41  | Sontheim                                          | 441                | –                  | Heroldstatt      |
| 42  | Tapfen 5 mit Wasserstetten, Grafeneck und Marbach | 442                | 3                  | Gomadingen       |
| 43  | Tigerfeld                                         | –                  | 248                | Pfronstetten     |
| 44  | Wilsingen                                         | –                  | 224                | Trochtelfingen   |
| 45  | Zwiefalten mit Gossenzugen                        | 33                 | 297                | Zwiefalten       |
|     | Summe                                             | 9812               | 8153 193 Juden     |                  |

```
 heutige Schreibweise
```

### Änderungen im Gemeindebestand seit 1813

Gemeinden und Markungen um 1860

Im spätabsolutistischen Staat König Friedrichs spielte die kommunale Selbstverwaltung altwürttembergischer Prägung keine Rolle mehr. Die als Schultheißereien bezeichneten lokalen Behörden waren lediglich ausführendes Organ einer allmächtigen Zentralgewalt. Während im altwürttembergischen Teil des Oberamts die äußere Form – die Gemeindeeinteilung – an die Traditionen anknüpfte, musste in den neu erworbenen Gebieten erst eine zweckmäßige Gliederung gefunden werden. 1815 bestanden dort die jeweils mehrere Orte umfassenden Schultheißereien Aichelau, Baach, Bremelau, Emeringen, Hayingen, Huldstetten, Oberstetten, Schülzburg und Tigerfeld. Nachdem die Verfassung von 1819 und das Verwaltungsedikt von 1822 die kommunale Autonomie wiederhergestellt und gestärkt hatten, konstituierten sich die Gemeinden als Körperschaften. Eine Reihe von Aus- und Umgemeindungen führte bis 1825 zu dem in der Tabelle wiedergegebenen Zustand.
1826 wurde Goßenzugen von Zwiefalten getrennt und zur selbständigen Gemeinde erhoben.
1829 wurde Pfronstetten von Aichstetten getrennt und zur selbständigen Gemeinde erhoben.
1830 wurde Oberwilzingen nach Hayingen eingemeindet.
1834 wurde Steingebronn, das 1822 nach Dottingen eingegliedert worden war, wieder zur selbständigen Gemeinde erhoben.
1849 wurde Geisingen von Huldstetten getrennt und zur selbständigen Gemeinde erhoben.
Um 1850 wurde Maßhalderbuch von Oberstetten nach Ödenwaldstetten umgemeindet.
1938 wurden Baach und Goßenzugen nach Zwiefalten eingemeindet.

## Amtsvorsteher
- 1807–1809: Ludwig Ferdinand Dapp
- 1809–1818: Ludwig Heinrich Abel
- 1818–1819: Carl Heinrich Wilhelm Erhardt (Amtsverweser)
- 1819–1826: Friedrich Hoyer
- 1826–1835: Philip Friedrich Schaufelin
- 1835–1836: Maximilian Haßlacher (Amtsverweser)
- 1836–1842: Johann Jacob Mann
- 1842–1848: Gustav Friedrich Scholl
- 1849 −1849: Georg Emil von Majer
- 1850–1852: Heinrich von Idler
- 1853–1869: Georg Christian Haug
- 1869–1877: Ernst Mühlschlegel
- 1877–1888: Max Theodor Fischer
- 1888–1893: Heinrich Otto Widmann
- 1893–1902: Hugo Rau
- 1902–1910: Maximilian Binder
- 1910–1919: Karl Weber
- 1919–1922: Franz Paradeis
- 1922–1929: Otto Barth
- 1929–1938: Georg Eisenlohr

## Literatur

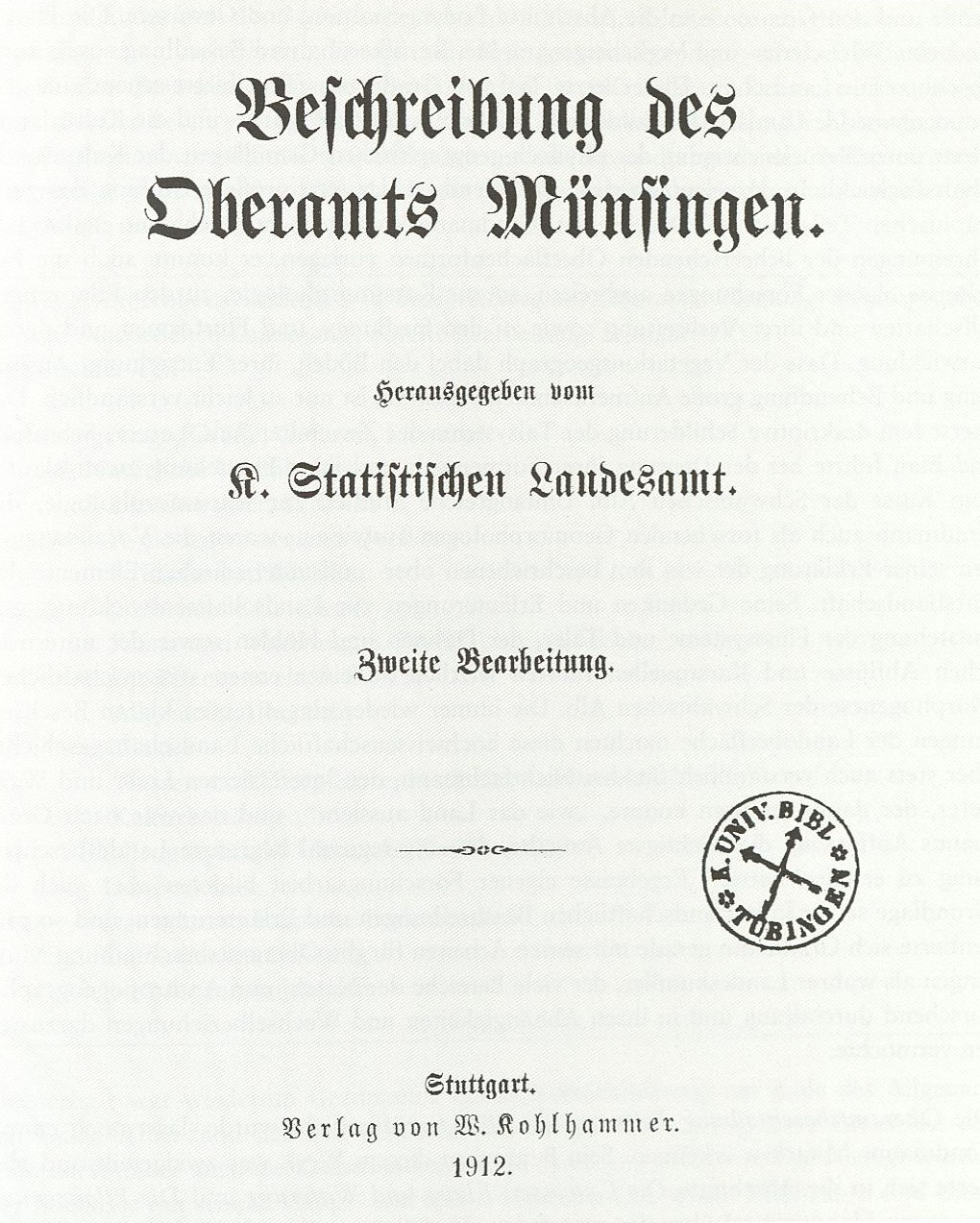
Beschreibung des Oberamtes Münsingen (1912)